# Bunnahabhain

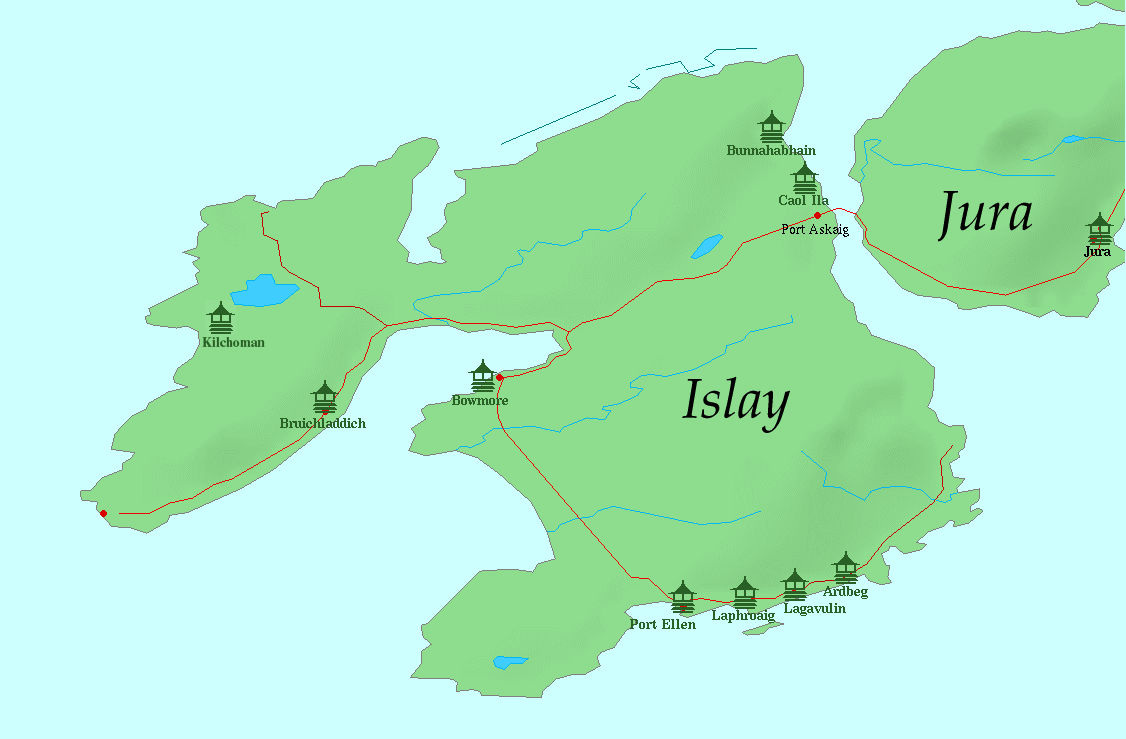
Mapa wyspy Islay z zaznaczonymi wszystkimi destylarniami

Bunnahabhain (wym. bunahaven) – destylarnia szkockiej single malt whisky, mieszcząca się na wyspie Islay, na północnym zachodzie Hebrydów wewnętrznych, w małej wiosce Bunnahabhain w Szkocji.

## Historia
Destylarnia założona została w 1881 przez farmerów szukających wówczas dodatkowego źródła dochodu. Powstała w zupełnym pustkowiu a dopiero później doprowadzono drogę do najbliższej miejscowości, a wokół rozbudowała się wieś. Po dziś dzień większość mieszkańców wioski pracuje w destylarni.

## Produkcja
Whisky produkowana w destylarni jest jedną z łagodniejszych pośród wszystkich whisky produkowanych na wyspie, jej smak zaś znacząco odbiega od charakterystycznego smaku pozostałych Islay single malt whisky.

## Butelkowanie
- 12 YO
- 18 YO
- 25 YO